# エックス線等透過写真撮影者
エックス線等透過写真撮影者（エックスせんとうとうかしゃしんさつえいしゃ）とは、透過写真撮影業務特別教育を修了した者。

## 概要
- エックス線装置又はガンマ線照射装置を用いて行う透過写真の撮影の業務

## 受講資格
- 満18歳以上

## 特別教育
- 各講習機関により違う。
- 告示で規定された履修時間は6時間（以上）となっている。

### 講習科目
1. 透過写真の撮影の作業の方法（1.5時間）
2. エックス線装置又はガンマ線照射装置の構造及び取扱いの方法（3時間）
3. 電離放射線の生体に与える影響（0.5時間）
4. 関係法令（1時間）

## 放射線（関係資格）関連
- 放射線取扱主任者
- エックス線作業主任者免許
- ガンマ線透過写真撮影作業主任者免許
- 診療放射線技師
- 原子炉主任技術者
- 医療資格一覧